# Chalaux (Fluss)
Der Chalaux ist ein Fluss in Frankreich, der im Département Nièvre in der Region Bourgogne-Franche-Comté verläuft. Er entspringt im Regionalen Naturpark Morvan des Morvanmassivs, im Gemeindegebiet von Planchez, entwässert generell Richtung Nordwest bis Nord und mündet nach rund 36 Kilometern an der Gemeindegrenze von Marigny-l’Église und Saint-Germain-des-Champs im Staubereich des Réservoir du Crescent als linker Nebenfluss in die Cure. Hier stößt er an die Grenze zum benachbarten Département Yonne.

## Orte am Fluss
- Brassy
- Chalaux